# Bouin (Vendée)
Bouin és un municipi francès situat al departament de Vendée i a la regió de País del Loira. L'any 2007 tenia 2.201 habitants.

## Demografia

### Població
El 2007 la població de fet de Bouin era de 2.201 persones. Hi havia 918 famílies de les quals 292 eren unipersonals (112 homes vivint sols i 180 dones vivint soles), 329 parelles sense fills, 249 parelles amb fills i 48 famílies monoparentals amb fills.
La població ha evolucionat segons el següent gràfic:
Habitants censats

### Habitatges
El 2007 hi havia 1.274 habitatges, 927 eren l'habitatge principal de la família, 274 eren segones residències i 73 estaven desocupats. 1.246 eren cases i 26 eren apartaments. Dels 927 habitatges principals, 743 estaven ocupats pels seus propietaris, 166 estaven llogats i ocupats pels llogaters i 18 estaven cedits a títol gratuït; 11 tenien una cambra, 60 en tenien dues, 164 en tenien tres, 309 en tenien quatre i 383 en tenien cinc o més. 669 habitatges disposaven pel capbaix d'una plaça de pàrquing. A 481 habitatges hi havia un automòbil i a 340 n'hi havia dos o més.

### Piràmide de població
La piràmide de població per edats i sexe el 2009 era:
| Homes | Edats   | Dones |
| ----- | ------- | ----- |
| 0     | 95 o +  | 4     |
| 24    | 90 a 94 | 36    |
| 12    | 85 a 89 | 36    |
| 8     | 80 a 84 | 12    |
| 44    | 75 a 79 | 72    |
| 84    | 70 a 74 | 48    |
| 72    | 65 a 69 | 68    |
| 48    | 60 a 64 | 64    |
| 104   | 55 a 59 | 84    |
| 80    | 50 a 54 | 100   |
| 64    | 45 a 49 | 68    |
| 72    | 40 a 44 | 80    |
| 76    | 35 a 39 | 44    |
| 64    | 30 a 34 | 60    |
| 76    | 25 a 29 | 48    |
| 84    | 20 a 24 | 32    |
| 68    | 15 a 19 | 56    |
| 36    | 10 a 14 | 60    |
| 48    | 5 a 9   | 56    |
| 60    | 0 a 4   | 52    |

## Economia
El 2007 la població en edat de treballar era de 1.315 persones, 870 eren actives i 445 eren inactives. De les 870 persones actives 811 estaven ocupades (434 homes i 377 dones) i 59 estaven aturades (17 homes i 42 dones). De les 445 persones inactives 212 estaven jubilades, 77 estaven estudiant i 156 estaven classificades com a «altres inactius».

### Ingressos
El 2009 a Bouin hi havia 945 unitats fiscals que integraven 2.096 persones, la mediana anual d'ingressos fiscals per persona era de 15.296 €.

### Activitats econòmiques
Dels 122 establiments que hi havia el 2007, 6 eren d'empreses extractives, 4 d'empreses alimentàries, 2 d'empreses de fabricació de material elèctric, 1 d'una empresa de fabricació d'elements pel transport, 7 d'empreses de fabricació d'altres productes industrials, 14 d'empreses de construcció, 28 d'empreses de comerç i reparació d'automòbils, 5 d'empreses de transport, 16 d'empreses d'hostatgeria i restauració, 7 d'empreses financeres, 2 d'empreses immobiliàries, 15 d'empreses de serveis, 7 d'entitats de l'administració pública i 8 d'empreses classificades com a «altres activitats de serveis».
Dels 34 establiments de servei als particulars que hi havia el 2009, 1 era una oficina de correu, 4 oficines bancàries, 5 tallers de reparació d'automòbils i de material agrícola, 3 paletes, 2 guixaires pintors, 3 fusteries, 1 lampisteria, 3 electricistes, 4 perruqueries, 6 restaurants, 1 agència immobiliària i 1 saló de bellesa.
Dels 11 establiments comercials que hi havia el 2009, 1 era una botiga de menys de 120 m², 3 fleques, 2 peixateries, 2 botigues de roba, 1 una botiga d'electrodomèstics, 1 una botiga de material esportiu i 1 un drogueria.
L'any 2000 a Bouin hi havia 30 explotacions agrícoles que ocupaven un total de 2.530 hectàrees.

## Equipaments sanitaris i escolars
El 2009 hi havia 1 un hospital de tractaments de llarga durada, 1 farmàcia i 1 ambulància.
El 2009 hi havia 2 escoles elementals.

## Poblacions més properes
El següent diagrama mostra les poblacions més properes.